# Baía de Waipiro
A Baía de Waipiro é uma pequena vila costeira no Distrito de Gisborne, na Costa Leste da Ilha Norte da Nova Zelândia. O nome também se refere à baía onde a vila está situada. Esta foi nomeada Waipiro pelo chefe Paoa, nome que significa literalmente "água pútrida", em referência às propriedades sulfúricas da área. A vila está localizada no Waiapu Ward, com as vilas próximas Te Puia Springs, Baía de Tokomaru [en] e Ruatoria [en], situada a 15 km ao sul de Ruatoria, 77 km a nordeste de Gisborne e 41 km a sudoeste do Farol do Cabo Leste, o ponto mais oriental da Nova Zelândia continental. Por estrada, está a 103 km de Gisborne e 231 km de Ōpōtiki [en]. A Baía de Waipiro é governada pelo Conselho Distrital de Gisborne e está no eleitorado da Costa Leste.
No seu auge, entre os anos 1900 e 1920, a baía foi a maior vila da Costa Leste, atingindo uma população de 10.000 pessoas. O tamanho da vila diminuiu significativamente após a construção de uma estrada que contornou a baía no final dos anos 1920, e, em 2011, restavam apenas cerca de 96 pessoas (em torno de 20 famílias) vivendo lá.
Em época de temporada, o Conselho Distrital de Gisborne permite acampamento livre em certas áreas da baía, conhecida por suas boas condições para surfe, pesca e mergulho. A Te Ara: The Encyclopedia of New Zealand [en] descreve a Baía de Waipiro como "uma das localidades mais pitorescas da costa".

## História e cultura

### História inicial
Os maoris mantinham um assentamento na Baía de Waipiro onde caçavam baleias em meados do século XIX. Por um tempo, o assentamento vizinho Akuaku foi o centro da região. No entanto, no final do século XIX, a Baía de Waipiro tornou-se o centro de uma comunidade baseada na agricultura. Uma agência de correios foi estabelecida em 1885, e, a partir dos anos 1890, fardos de lã eram exportados da baía, enquanto gado, suprimentos e equipamentos eram importados, geralmente para as propriedades de J. N. Williams. Como não há porto na Baía de Waipiro, mercadorias e passageiros eram transportados entre a costa e os navios por botes de surfe, barcas ou jangadas.

### Século XX
No início do século XX, uma estrada foi construída até a Baía de Waipiro. Como Akuaku não tinha estrada, seus residentes começaram a se mudar para a Baía de Waipiro, que se tornou o novo centro regional. Por fim, a rodovia principal para o norte passava pela baía, tornando-a uma ligação vital entre Gisborne e o resto da Costa Leste. Entre os anos 1900 e 1920, a Baía de Waipiro tornou-se a maior vila da Costa Leste, com uma população de cerca de 10.000 habitantes. Com o crescimento da vila, esta passou a abrigar os escritórios do Conselho do Condado de Waiapu, uma delegacia de polícia, um tribunal, uma escola, dois hotéis, uma loja de variedades e diversas outras lojas. Sir Robert Kerridge, fundador da Regent Cinemas, estabeleceu seu primeiro cinema na vila, e uma maternidade foi criada pelo Conselho Hospitalar de Waiapu em uma casa originalmente construída para Arthur Beale, contador de J. N. Williams.
Conforme a Te Ara - a Enciclopédia da Nova Zelândia, uma nova estrada foi construída entre Te Puia Springs e Kopuaroa no final dos anos 1920, contornando a baía. No entanto, segundo uma ex-residente da Baía de Waipiro, Paora Kahu Carter, essa estrada só foi construída após ela se mudar para a vila, quando criança, em 1940. Ela se lembra de uma vila próspera, com um ferreiro, um cinema, uma delegacia, um bar de bilhar, um hotel, uma biblioteca, uma padaria, uma agência dos correios, duas lojas e a Waipiro Trading Company. Independentemente de quando a estrada foi construída, acredita-se que ela teve um efeito prejudicial na vila, pois, com o transporte rodoviário substituindo rapidamente o transporte marítimo, a Baía de Waipiro ficou isolada, e as lojas e serviços da vila foram transferidos para Te Puia Springs. Em 2011, a população da Baía de Waipiro era cerca de 1% do que foi durante seu auge.

### Marae
O marae local, Iritekura Marae, é crucial para a comunidade e inclui uma igreja histórica, além de ser um ponto de encontro para o hapū Ngāti Porou [en] (uma Iwi) de Te Whānau a Iritekura, e incluir uma casa de reuniões com o mesmo nome.
Outros dois maraes Ngāti Porou históricos estão localizados ao norte da Baía de Waipiro: Taharora Marae e sua casa de reuniões são um ponto de encontro do hapū de Ngāi Taharora; Kie Kie Marae e a casa de reuniões Hau são um ponto de encontro de Te Whānau a Rākairoa e Te Whānau a Te Haemata.
Em outubro de 2020, o governo destinou $ 5.756.639 do Fundo de Crescimento Provincial para modernizar Iritekura, Taharora e outros 27 marae Ngāti Porou. Esperava-se que o investimento gerasse 205 empregos.

## Educação
A Baía de Waipiro possui uma escola primária local chamada Te Kura Kaupapa Maori o Waipiro, uma escola mista de imersão na língua Maori que atende alunos do 1º ao 8º ano. Em abril de 2012, a escola tinha dez alunos e uma classificação dois de decil, medida de posição socioeconômica usada para direcionar o financiamento e apoiar as escolas na Nova Zelândia.